# Peters Icerunner 3650
Der Icerunner 3650 ist ein Mehrzweckfrachtschiffstyp der niederländischen Werft Peters B.V. in Kampen. Von 2006 bis 2008 lieferte das Unternehmen elf Schiffe dieser Baureihe ab.

## Geschichte

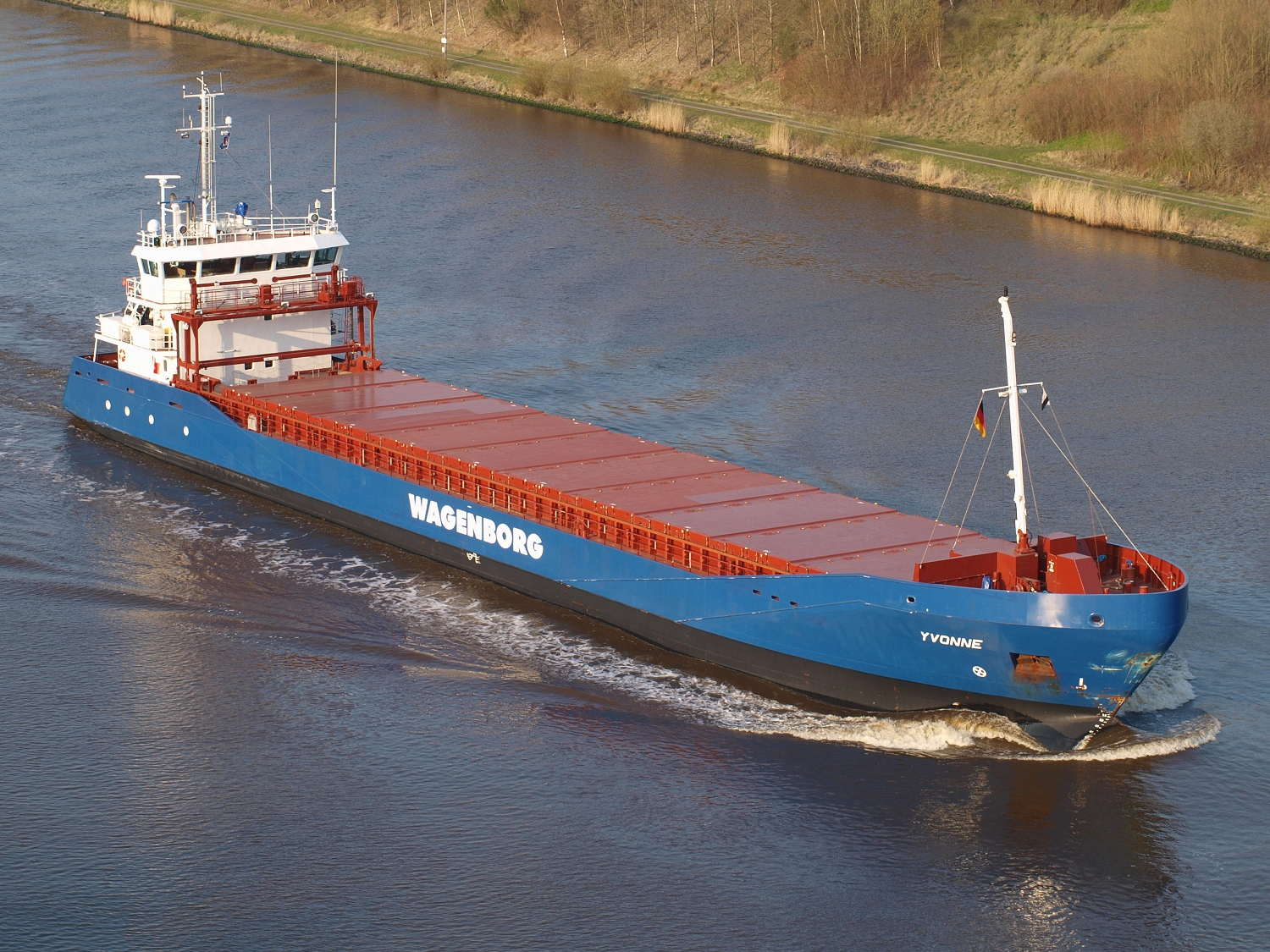
Die Yvonne, der letztgebaute Icerunner

Der Icerunner 3650 wurde Anfang der 2000er Jahre von der Scheepswerf Peters B.V. als Küstenmotorschiff mit einer Tragfähigkeit von 3.650 dwt für Fahrten in Gewässern mit schwierigen Eisverhältnissen konzipiert. Die Kaskos entstanden größtenteils auf der kroatischen Werft Leda (Shipyard Leda d.o.o.) in Korčula, mit der das niederländische Unternehmen seit 2002 zusammenarbeitete. Die Endfertigung und Ausrüstung der Schiffe erfolgte in den Niederlanden.
Mit dem Bau der ersten acht Icerunner wurde 2004 begonnen. Das Typschiff der Serie ist die Iselmar, deren Ablieferung am 25. August 2006 erfolgte. Die Mehrzahl der Schiffe kam für die Reederei Wagenborg in Fahrt, die mit der Jolyn auch ein eigenes Schiff dieser Baureihe bestellt hatte. Im Jahr 2007 wurden drei weitere Icerunner auf Kiel gelegt, darunter die Yvonne, die als letztes Schiff der Serie am 19. Dezember 2008 an die Reederei André Wieczorek in Hamburg ging.
Die Iselmar bekam 2007 durch einen Eignerwechsel den Namen Mila. Die Reederei Kustvaart Harlingen veräußerte 2008 ihre beiden Icerunner Storm und Harns, die danach als Frank W. von der Reederei André Wieczorek und als Scot Pioneer von der britischen Scotline eingesetzt wurden. An Bord der Scot Pioneer kam am 27. Oktober 2011 ein Besatzungsmitglied durch einen Arbeitsunfall ums Leben. Reederei Wieczorek trat ihre drei Icerunner Marc-André, Yvonne und Frank W. (ehemals Storm) im Jahr 2017 an drei niederländische Eigergesellschaften ab. Sie erhielten dadurch die Namen Speyk, Heyn und Ruyter. Die Bereederung dieser Schiffe erfolgt weiterhin durch Wagenborg.

## Technik

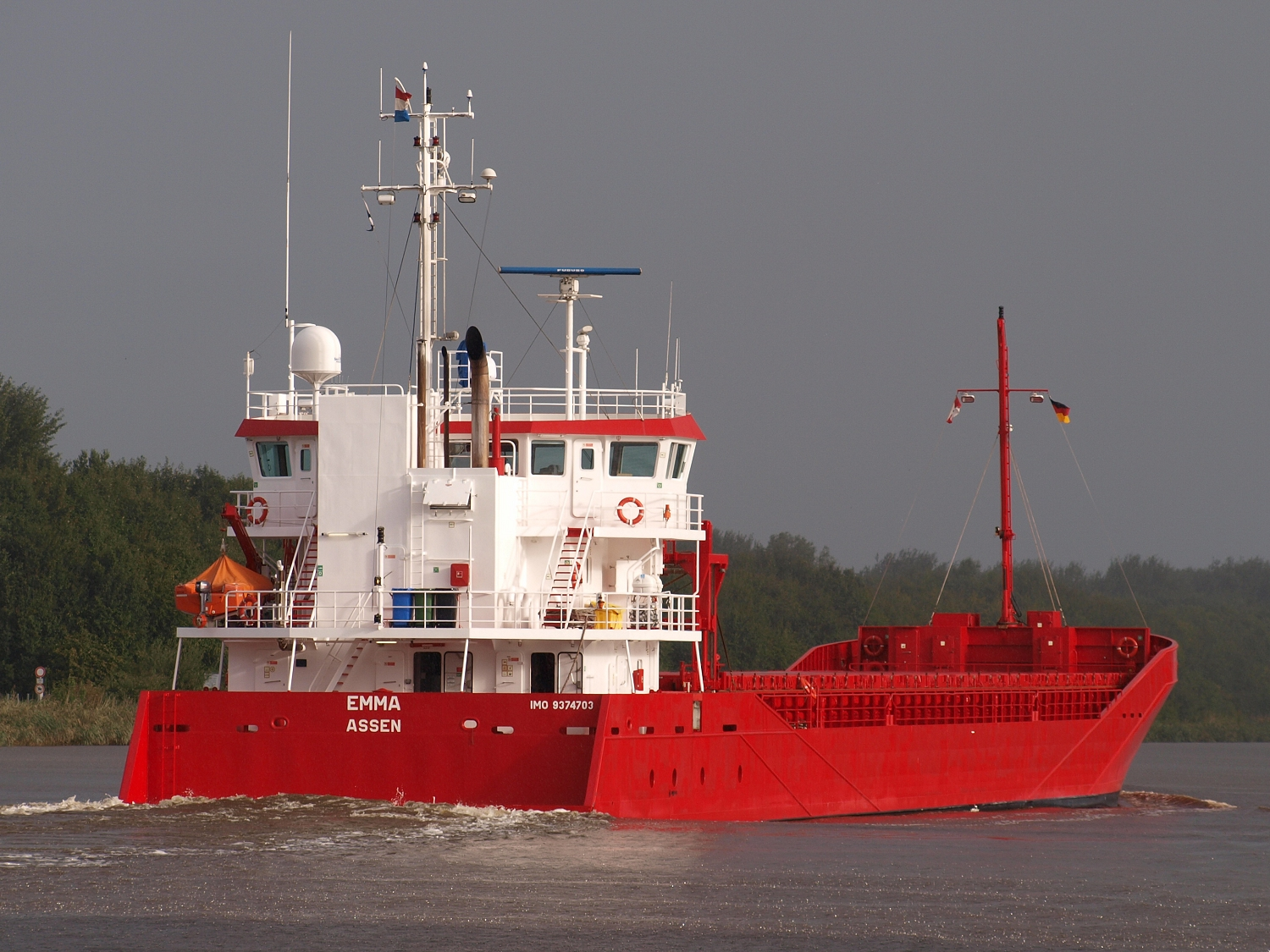
Heckansicht der Emma

Der Icerunner 3650 hat eine Gesamtlänge von 89,99 m (84,95 m Lpp) und eine Breite von 12,50 m. Seine Höhe vom Kiel bis zum Hauptdeck beträgt 8,00 m, der maximale Tiefgang 5,30 m. Die Schiffe besitzen einen Wulstbug und eine achtere Verlängerung der Bordwand, die auf Höhe der Wasserlinie über das Spiegelheck hinausragt. Die Rümpfe sind verstärkt und erfüllen die finnische Eisklasse 1A.
Alle Schiffe der Baureihe sind bei Ablieferung mit 2.538 BRZ und 1.053 NRZ vermessen worden. Die Tragfähigkeit der einzelnen Einheiten variiert und liegt zwischen 3.560 dwt (Yvonne) und 3.650 dwt (Emma). Der Icerunner verfügt über einen 60,40 m langen, 10,30 m breiten und 8,13 m hohen Laderaum mit einem Rauminhalt von 4.929 m³. Der Raum kann durch drei bewegliche Schotten in vier Abschnitte unterteilt werden, wodurch ein gleichzeitiger Transport von verschiedenen Ladungen möglich ist. Die Schiffe sind mit Pontonlukendeckel ausgerüstet, die mit 1,6 t/m² belastet werden können. Zum Anheben und Versetzen der Lukendeckel befindet sich ein Lukenwagen an Bord. Die Tankdecke ist zum Transport von Schwergut verstärkt und für eine Belastung von 15 t/m² ausgelegt. Der Icerunner kann bis zu 157 20-Fuß-Standardcontainer (TEU) stauen, davon 52 TEU an Deck. Alternativ ist eine Beladung mit 72 40-Fuß-Containern (FEU), davon 24 FEU an Deck, plus 9 TEU oder mit 48 FEU plus 9 TEU plus 16 45-Fuß-Containern möglich.
Die Schiffe werden von einem 1.800 kW leistenden Neunzylinder-Viertakt-Dieselmotor des Typs Wärtsilä 9L20 angetrieben, der auf einen Verstellpropeller wirkt. Für An- und Ablegemanöver verfügen sie über ein elektrisch angetriebenes Bugstrahlruder mit einer Leistung von 220 kW. An Bord befinden sich ein Dieselgenerator zur Stromerzeugung sowie ein Notgenerator.
Zur Kraftstoffeinsparung ließ Reederei van Dam Shipping die Ankie im Januar 2020 auf der Werft Royal Niestern Sander mit einem Tragflächen-Segel-System (Ventifoil) des niederländischen Unternehmens Econowind B.V. ausrüsten. Die beiden zehn Meter hohen Ventifoils wurden auf dem Vorschiff montiert.

## Die Schiffe
| Icerunner 3650 | Icerunner 3650 | Icerunner 3650 | Icerunner 3650                    | Icerunner 3650                                  | Icerunner 3650                                | Icerunner 3650 |
| Bauname | Bau- nummer    | IMO- Nummer    | Kiellegung Stapellauf Ablieferung | Auftraggeber                                    | Umbenennungen und Verbleib                    |                |
| --- | -------------- | -------------- | --------------------------------- | ----------------------------------------------- | --------------------------------------------- | -------------- |
| Iselmar | 1205*          | 9331335        | 23.12.2004 11.03.2006 25.08.2006  | Roelof Henricus Oldekamp, Kampen                | 2007 Mila, so 2024 in Fahrt                   |                |
| Storm | 1011           | 9374674        | 23.12.2004 30.06.2006 27.09.2006  | Kustvaart Harlingen B.V., Harlingen             | 2008 Frank W. → 2017 Ruyter, so 2024 in Fahrt |                |
| Harns | 1206*          | 9331347        | 23.12.2004 04.07.2006 13.12.2006  | Kustvaart Harlingen B.V., Harlingen             | 2008 Scot Pioneer, so 2024 in Fahrt           |                |
| Jolyn | 1012           | 9374686        | 23.12.2004 04.11.2006 11.01.2007  | Wagenborg Shipping B.V., Delfzijl               | so 2024 in Fahrt                              |                |
| Ankie | 1207*          | 9331359        | 23.12.2004 18.11.2006 27.01.2007  | C.V. Scheepvaartonderneming Van Dam, Spijk      | so 2024 in Fahrt                              |                |
| Marc-André | 1013           | 9374698        | 23.12.2004 03.02.2007 04.04.2007  | Reederei André Wieczorek GmbH & Co. KG, Hamburg | 2017 Speyk, so 2024 in Fahrt                  |                |
| Leonie | 1208*          | 9331361        | 23.12.2004 15.03.2007 13.09.2007  | C.V. Scheepvaartonderneming Van Dam, Spijk      | so 2024 in Fahrt                              |                |
| Emma | 1014*          | 9374703        | 23.12.2004 13.07.2007 07.12.2007  | Gerrit de Vries & Henk Bruins, Harderwijk       | 2023 Oderborg, so 2024 in Fahrt               |                |
| Sprinter | 1209*          | 9423657        | 14.03.2007 17.11.2007 11.04.2008  | François J. Hovestadt, Werkendam                | 2022 Ohioborg, so 2024 in Fahrt               |                |
| Robijn | 1210*          | 9423669        | 18.07.2007 19.03.2008 21.06.2008  | V.O.F. Rederij van Donderen, Delfzijl           | so 2024 in Fahrt                              |                |
| Yvonne | 1211*          | 9423671        | 23.11.2007 12.07.2008 19.12.2008  | Reederei André Wieczorek GmbH & Co. KG, Hamburg | 2017 Heyn, so 2024 in Fahrt                   |                |
| Baunummer mit * = Rumpf wurde auf der Werft Leda Shipyard gebaut Daten: Stichting Maritiem Historische Databank, Miramar Ship Index |                |                |                                   |                                                 |                                               |                |